# Leptogorgia rathbunnii
Leptogorgia rathbunnii är en korallart som först beskrevs av Addison Emery Verrill 1912.  Leptogorgia rathbunnii ingår i släktet Leptogorgia och familjen Gorgoniidae. Inga underarter finns listade i Catalogue of Life.